# Фэй, Мирна
Ми́рна Е. Фэй (англ. Myrna E. Fahey; 12 марта 1933, Кармел, Мэн, США — 6 мая 1973, Санта-Моника, Калифорния, США) — американская актриса и фотомодель.

## Биография
Мирна Е. Фэй родилась 12 марта 1933 года в Кармеле (штат Мэн, США) в семье строителя лодок. В 1956 году, по настоянию своих родителей, Мирна переехала в Голливуд (штат Калифорния, США) в сопровождении двух друзей семьи.
В 1950 году Мирна окончила «Pemetic High School», в которой она была чирлидером.

## Карьера
Мирна начала свою карьеру в качестве фотомодели в 1952 году, заняв 2-е место в конкурсе красоты «Мисс Мэн». Фэй обучалась актёрскому мастерству в «Sanford Meisner» в течение года.
В 1954—1973 года Мирна сыграла в 51 фильме и телесериале и запомнилась по роли Мэделин Ашер в фильме «Падение дома Ашеров» (1960).

## Личная жизнь
В 1964 году, когда Мирна начала встречаться с Джо Ди Маджио, она начала получать угрозы об убийстве. Позже ФБР определило, что угрозы приходили от пациента из психиатрической больницы Агню в Сан-Франциско, который не мог вынести того, что Ди Маджио может быть с кем-то, кроме Мэрилин Монро, которая умерла в 1962 году.

## Смерть
40-летняя Мирна скончалась после продолжительной борьбы с раком 6 мая 1973 года в «St. Johns Hospital» (Санта-Моника, штат Калифорния, США).
Мирна была похоронена на «Mt Pleasant Cemetery», на котором покоятся многие её родственники.